# پیتر آرتنر
پیتر آرتنر (انگلیسی: Peter Artner؛ زادهٔ ۲۰ مهٔ ۱۹۶۶) بازیکن فوتبال اهل اتریش است که در پست دفاع بازی می‌کند.
وی همچنین در تیم ملی فوتبال اتریش بازی کرده‌است.